# Trachyandra triquetra
Trachyandra triquetra là một loài thực vật có hoa trong họ Thích diệp thụ. Loài này được Thulin miêu tả khoa học đầu tiên năm 1995 publ. 1996.